# The Elder Scrolls III: Morrowind
Morrowind (2002) is het derde deel uit de computerspelreeks The Elder Scrolls en het vervolg op Arena (deel 1 uit 1994) en Daggerfall (deel 2 uit 1996).

## Beschrijving
In het derde deel van deze RPG-serie komt de speler als gevangene aan op het eiland Vvardenfell. Dit eiland ligt in het centrum van de provincie Morrowind, die deel uitmaakt van het continent Tamriel. Vvardenfell wordt vooral bewoond door de Dunmer, de autochtone bevolking van Morrowind; ook de andere rassen van Tamriel zijn er echter te vinden. De Dunmer staan vijandig tegenover de andere rassen van en kijken ze neer op niet-Dunmer. Dit neemt vorm in discriminatie en zelfs slavernij waarbij vooral Argonians (humanoïde reptielachtigen) en Khajiit (humanoïde katachtigen) als slaaf worden gehouden en verhandeld. Het personage van de speler maakt uiteindelijk deel uit van een profetie waarin de reïncarnatie van de oude Dunmergeneraal Nerevar de kwade god Dagoth Ur moet verslaan. Deze woont in de vulkaan 'Red Mountain', in het centrale deel van het eiland en wordt omgeven door de "ghostfence".
Het hoofdverhaal is de rode draad in Morrowind, maar er zijn honderden zij-quests die de speler kan tegenkomen en het spel is daardoor zeer non-linear van opzet. Zo zijn er verschillende gilden en organisaties die de speler de mogelijkheid geven tot het uitvoeren van missies en zo een positie in te nemen binnen deze organisaties. Enkele van deze organisaties zijn: Fighters Guild, Mages Guild, Thieves Guild, Camonna Tong, The Tribunal Temple en The Imperial Legion. In het spel kan de speler zelf beslissen wat hij doet en eventueel niet doet, zo kan de speler het hoofdverhaal geheel overslaan en zich richten op een van de gilden of enkel freelance-werk verrichten. In theorie is Morrowind uit te spelen door alle beschikbare quests te voltooien, maar in praktijk zullen door verschillende speelstijlen en de tijd die het kost maar weinig spelers dit punt bereiken.
De politiek in de provincie Morrowind wordt beheerst door vijf grote huizen waarvan drie aanwezig zijn op het eiland Vvardenfell waar dit spel zich afspeelt. Huis Hlaalu, Huis Redoran en Huis Telvanni regeren elk over een deel van het eiland en de speler kan zich bij een van de drie huizen aansluiten. Ook hieraan zitten weer quests verbonden die de speler (al dan niet) aan kan nemen.
In 2002 won het spel 'GameSpy's PC RPG of the Year Award' en 'IGN's RPG Vault's Game of the Year Award'. In 2003 werd naar aanleiding daarvan een 'Game of the Year'-editie uitgebracht. Later kwamen de uitbreidingen Tribunal en Bloodmoon uit. Bij de eerste kan de speler de tempelstad Mournhold van de hoofdstad Almalexia van Morrowind bezoeken en bij de tweede reist de speler af naar het eiland Solstheim wat ten noorden van Morrowind ligt. Beide uitbreidingen hebben eigen verhaallijnen die de speler kan oppakken.
In maart 2006 kwam het vierde spel uit de reeks, The Elder Scrolls IV: Oblivion, uit op de pc en Xbox 360.

## Ontvangst
| Beoordeeld door    | Jaar | Platform | Score |
| ------------------ | ---- | -------- | ----- |
| RPGFan             | 2001 | Windows  | 96%   |
| IGN                | 2002 | Xbox     | 94%   |
| games xtreme       | 2003 | Xbox     | 92%   |
| Game Revolution    | 2002 | Xbox     | 91%   |
| Svenska PC Gamer   | 2002 | Windows  | 89%   |
| Game Over Online   | 2002 | Windows  | 85%   |
| Komputer Świat GRY | 2003 | Windows  | 85%   |
| Legendra           | 2002 | Windows  | 80%   |
| Just RPG           | 2002 | Windows  | 75%   |
| DarkZero           | 2006 | Windows  | 72%   |

## Trivia
- Het spel is opgenomen in het boek 1001 Video Games You Must Play Before You Die van Tony Mott.